# Ješetice
Obec Ješetice se nachází v okrese Benešov, kraj Středočeský. Žije zde 126 obyvatel.
Součástí obce jsou i vesnice Báňov, Hlaváčkova Lhota, Radíč a Řikov. Obcí protéká potok Mastník.

## Historie
První písemná zmínka o obci pochází z roku 1358, kdy ves byla uvedena pod názvem Jeschutitz.  Jméno obce je odvozeno od staročeského osobního jména Ješut.

## Galerie

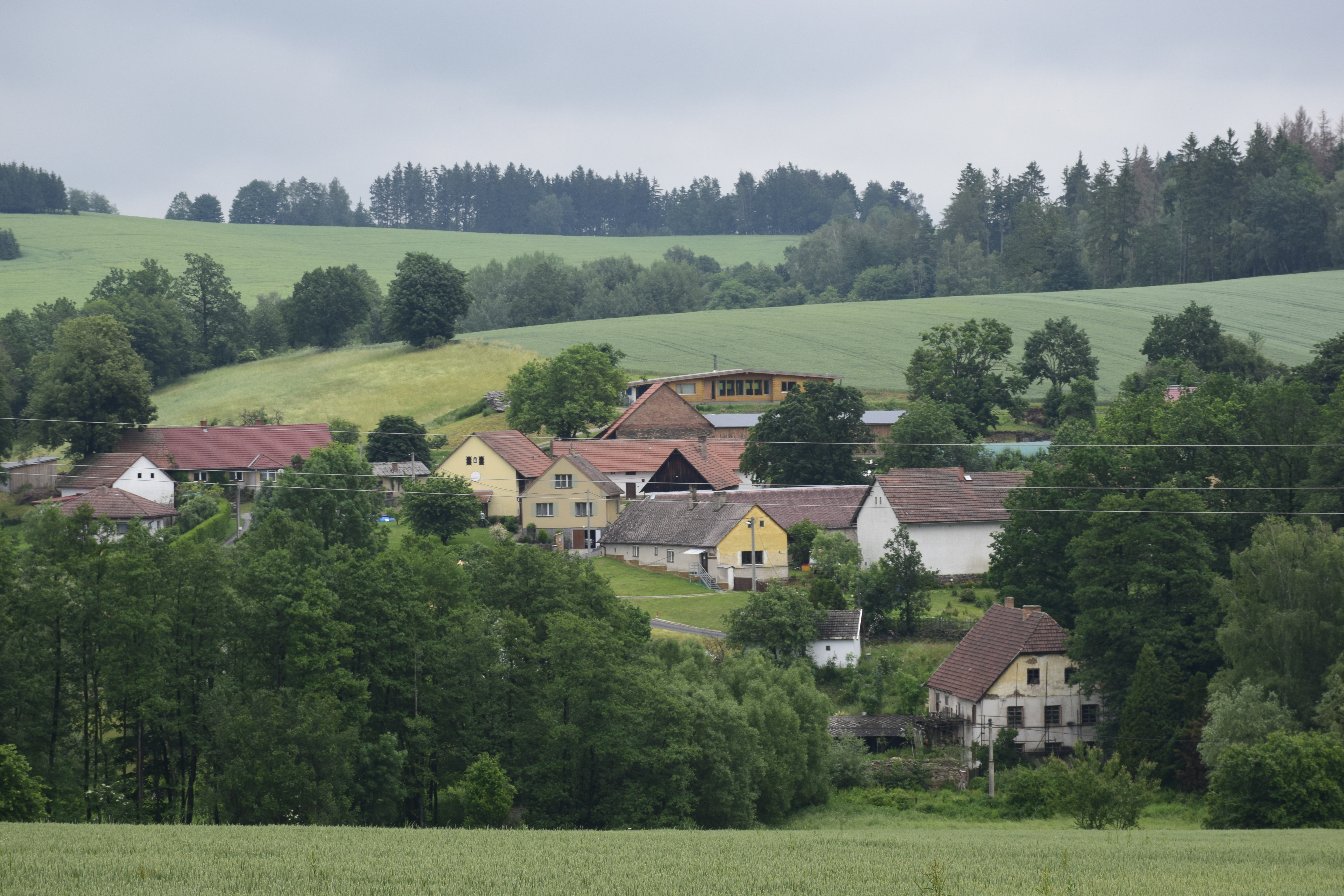
Domy
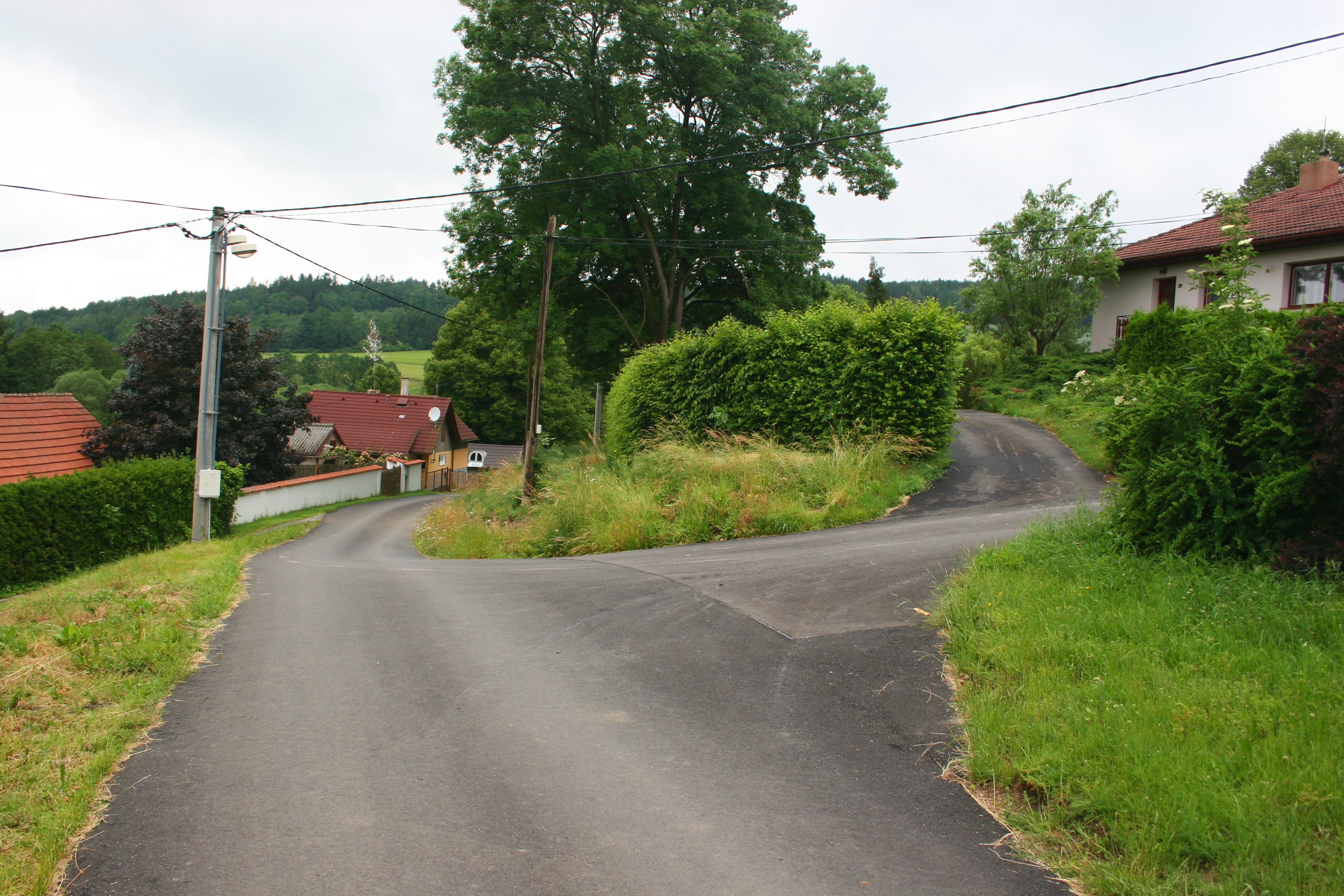
Rozcestí
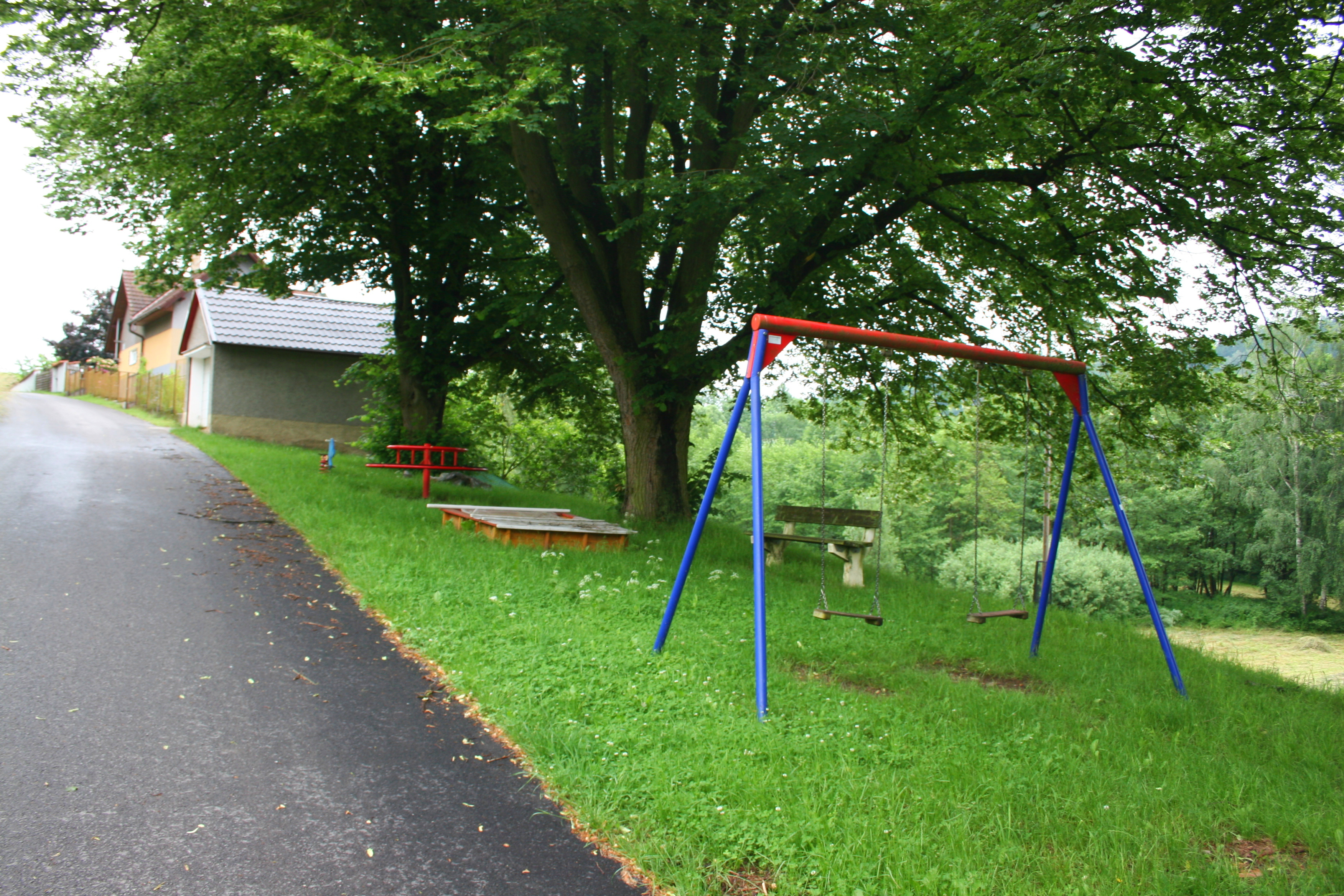
Dětské hřiště